# 坦贾武尔县

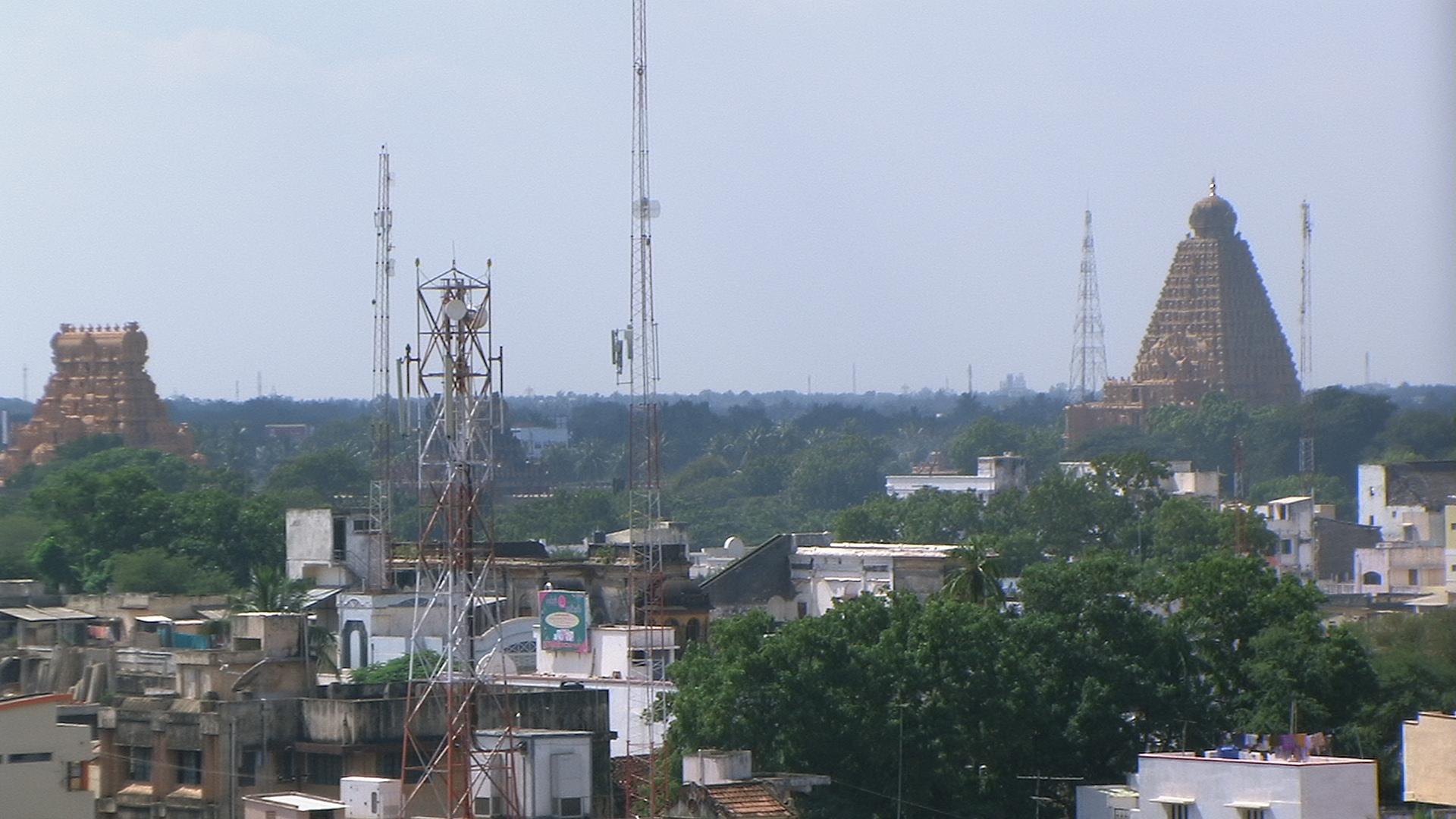

坦贾武尔縣（Thanjavur）是印度的一個縣，位於該國南部，由泰米爾納德邦負責管轄，首府设在坦贾武尔。面積3,477平方公里，識字率為82.72%，2011年人口2,402,781，人口密度每平方公里691人。

## 外部連結
- Thanjavur City Population
- Kumbakonam City Population
- Thanjavur District Development Authority
- the famous Sri Akshayapureeswarar Temple,Vilangulam & Post, Peravurani Taluk, Thanjavur Dist
- http://www.thamarankottai.com（页面存档备份，存于）
- http://www.kasangadu.com/（页面存档备份，存于）
- （页面存档备份，存于）
- Villages of Thanjavur District（页面存档备份，存于）
- Thanjavur District
- Thanjavur（页面存档备份，存于）
- AllLocale.com Website for every neighbourhood in Tamil Nadu and Thanjavur

| \| 印度泰米尔纳德邦县份 \| |
| 蒂魯瓦盧爾縣 \| 金奈縣 \| 甘吉布勒姆县 \| 韋洛爾縣 \| 達爾馬布里縣 \| 蒂魯文納默萊縣 \| 維魯普蘭縣 \| 塞勒姆縣 \| 納馬卡爾縣 \| 埃羅德縣 \| 尼爾吉利斯縣 \| 哥印拜陀縣 \| 丁迪古爾縣 \| 卡魯爾縣 \| 蒂魯吉拉伯利縣 \| 貝蘭巴盧爾縣 \| 古達羅爾縣 \| 納加帕蒂南縣 \| 蒂魯瓦魯爾縣 \| 坦贾武尔县 \| 普杜果泰縣 \| 錫瓦甘加縣 \| 馬杜賴縣 \| 德尼縣 \| 韋魯杜納加爾縣 \| 拉馬納塔普蘭縣 \| 杜蒂戈林縣 \| 蒂魯內爾維利縣 \| 甘尼亞古馬里縣 \| 克里希纳吉里县 \| 阿里雅盧爾縣 \| 蒂魯布爾縣 |
| 印度泰米尔纳德邦县份 |